# Проблема Гольдбаха
Проблема Гольдбаха (гипотеза Гольдбаха, проблема Эйлера, бинарная проблема Гольдбаха) — утверждение о том, что любое чётное число, начиная с 4, можно представить в виде суммы двух простых чисел. Является открытой математической проблемой — по состоянию на 2025 год утверждение не доказано. В совокупности с гипотезой Римана включена в список проблем Гильберта под номером 8.
Более слабый вариант гипотезы — тернарная проблема Гольдбаха, согласно которой любое нечётное число, начиная с 7, можно представить в виде суммы трёх простых чисел, — в 2013 году доказана перуанским математиком Харальдом Гельфготтом. Из справедливости бинарной проблемы Гольдбаха очевидным образом следует тернарная: если каждое чётное число, начиная с 4, — сумма двух простых чисел, то, добавляя 3 к каждому чётному числу, можно получить все нечётные числа, начиная с 7. Вообще, проблема представления натурального числа суммой ограниченного количества простых чисел называется ослабленной проблемой Гольдбаха.
Эквивалентная формулировка бинарной гипотезы Гольдбаха: любое целое число больше 1 может быть представлено как среднее арифметическое двух (возможно, одинаковых) простых чисел. 

## История
В 1742 году математик Христиан Гольдбах послал письмо Леонарду Эйлеру, в котором он высказал следующее предположение: каждое нечётное число, большее 5, можно представить в виде суммы трёх простых чисел.
Эйлер заинтересовался проблемой и выдвинул более сильную гипотезу: каждое чётное число, большее двух, можно представить в виде суммы двух простых чисел.
Первое утверждение называется «тернарной проблемой Гольдбаха», второе — «бинарной проблемой Гольдбаха» (или «проблемой Эйлера»).
Гипотезу, сходную с тернарной проблемой Гольдбаха, но в более слабой форме, высказал Варинг в 1770 году: каждое нечётное — простое число или сумма трёх простых.

## Тернарная проблема Гольдбаха
В 1923 году математики Харди и Литлвуд показали, что в случае справедливости некоторого обобщения гипотезы Римана проблема Гольдбаха верна для всех достаточно больших нечётных чисел.
В 1937 году Виноградов представил доказательство, не зависящее от справедливости гипотезы Римана, то есть доказал, что любое достаточно большое нечётное число может быть представлено в виде суммы трёх простых. Сам Виноградов не дал явной оценки для этого «достаточно большого числа», но его студент Константин Бороздин доказал, что нижняя граница не превышает 3315 ≈ 3,25×106 846 168 ≈ 106 846 168. То есть это число содержит почти 7 миллионов цифр, что делает невозможной прямую проверку всех меньших чисел.
В дальнейшем результат Виноградова многократно улучшали, пока в 1989 году Ван и Чэнь не опустили нижнюю грань до ee11,503 ≈ 3,33339×1043 000 ≈ 1043 000,5, что, тем не менее, по-прежнему было вне пределов досягаемости для явной проверки всех меньших чисел.
В 1997 году Дезуйе, Эффингер, те Риле и Зиновьев показали, что обобщённая гипотеза Римана влечёт справедливость тернарной проблемы Гольдбаха. Они доказали её справедливость для чисел, превышающих 1020, в то время как справедливость утверждения для меньших чисел легко устанавливается на компьютере.
В 2013 году тернарная гипотеза Гольдбаха была окончательно доказана Харальдом Гельфготтом.

## Бинарная проблема Гольдбаха
Бинарная проблема Гольдбаха всё ещё далека от решения. Она является одной из четырёх теоретико-числовых гипотез (проблем Ландау), выделенных в 1912 году Эдмундом Ландау как главные и «неприступные при текущем состоянии математики» в докладе на Международном конгрессе математиков. 
Виноградов в 1937 году и Теодор Эстерманн в 1938 году показали, что почти все чётные числа представимы в виде суммы двух простых чисел. Этот результат был немного усилен в 1975 году Хью Монтгомери (англ. Hugh Montgomery) и Бобом Воном. Они показали, что существуют положительные константы c и C такие, что количество чётных чисел, не больших N, непредставимых в виде суммы двух простых чисел, не превышает {\displaystyle CN^{1-c}}.
В 1930 году Шнирельман доказал, что любое четное число представимо в виде суммы не более чем 800 000 простых чисел. Этот результат многократно улучшался, так, в 1995 году Оливье Рамаре доказал, что любое чётное число — сумма не более чем 6 простых чисел.
Из справедливости тернарной гипотезы Гольдбаха (доказанной в 2013 году) следует, что любое чётное число — сумма не более чем четырёх простых чисел.
В 1966 году Чэнь Цзинжунь доказал, что любое достаточно большое чётное число представимо или в виде суммы двух простых чисел, или же в виде суммы простого числа и полупростого (произведения двух простых чисел). Например, 100 = 23 + 7 · 11.
На апрель 2012 года бинарная гипотеза Гольдбаха была проверена для всех чётных чисел, не превышающих 4×1018.
Если бинарная гипотеза Гольдбаха неверна, то существует алгоритм, который рано или поздно обнаружит её нарушение.
Бинарная гипотеза Гольдбаха может быть переформулирована как утверждение о неразрешимости диофантова уравнения 4-й степени некоторого специального вида.

## В культуре
В 1992 году вышел в свет и получил чрезвычайную популярность «роман идей» Апостолоса Доксиадиса «Дядя Петрос и проблема Гольдбаха». В рекламных целях издательство «Faber and Faber» пообещало миллион долларов тому из читателей, кто в течение двух лет после тиража даст решение задачи. Роман был переведён на десятки языков, в 2002 году появился его русский перевод.
Проблема Гольдбаха является важной составляющей сюжетов фильма «Западня Ферма», вышедшего в 2007 году, и пилотной серии сериала «Льюис» (2006 год), а также фильма «Теория простых чисел», вышедшего в 2023 году.